# Perucetus
Perucetus ist eine ausgestorbene Gattung von Walen aus dem Eozän von Peru. Mit einer geschätzten Länge von mehr als 17,0 bis 20,1 Metern und einem Gewicht von 85 bis 340 Tonnen könnte Perucetus mit dem modernen Blauwal, dem größten und schwersten Bartenwal der Gegenwart, konkurriert haben, wenn er ihn nicht sogar übertraf. Eine Studie aus dem Jahr 2024 geht von 60 bis 114 Tonnen aus, während eine weitere ein Jahr später eine Gesamtlänge von 15,0 bis 16,0 Meter und ein Gewicht von 35 bis 40 Tonnen veranschlagt. Das dennoch hohe Körpergewicht ist zum Teil auf die dicken und dichten Knochen zurückzuführen, die dieses Tier in Verbindung mit seiner ohnehin schon großen Größe besaß. Die Ökologie von Perucetus bleibt jedoch weitgehend rätselhaft. Nach den Fossilien zu urteilen, war er wahrscheinlich ein sich langsam bewegender Bewohner flacher Gewässer. Über seine Ernährung kann nur spekuliert werden, aber eine Vermutung besagt, dass er sich von benthischen Tieren wie Krebstieren und Mollusken ernährte, die auf dem Meeresboden leben. Derzeit ist nur eine einzige Art bekannt, P. colossus.

## Geschichte und Namensgebung
Perucetus ist von einer Vielzahl von Knochen bekannt, nämlich von dreizehn Wirbeln, vier Rippen und einigen Teilen der Beckenregion. Alle Knochen stammen von ein und demselben Individuum.
Der Name Perucetus leitet sich vom Herkunftsland des Wals, Peru, ab, während der Artname auf die enorme Größe des Tieres hinweist.
Die Überreste des Perucetus stehen derzeit unter Schutz und sind im Naturhistorischen Museum von Lima ausgestellt, das zur Nationalen Universität San Marcos gehört, der Hauptinstitution des an der Entdeckung beteiligten peruanischen Paläontologenteams.

## Beschreibung
Da nur wenige Wirbel von Perucetus bekannt sind, hängen die Schätzungen der Gesamtlänge des Wals davon ab, wie viele Wirbel von jeder Art in der Wirbelsäule angenommen werden. Es wurde die Gesamtlänge des Skeletts anhand des Skeletts von Cynthiacetus peruvianus geschätzt, das zu diesem Zeitpunkt das vollständigste fossile Skelett eines Basilosauriden war und 20 Brust- und 17 Lendenwirbel aufwies, auf 20,0 Meter. Bei Verwendung von Basilosaurus isis (18 Brust- und 19 Lendenwirbel) und Dorudon atrox (17 Brust- und 20 Lendenwirbel) als Näherungswerte ergibt sich eine geringfügig größere Maximallänge von 20,1 Metern (66 Fuß). Bei einer Skalierung auf Pachycetus wardii, der die wenigsten Wirbel in der Familie hat und die Wahrscheinlichkeit widerspiegelt, dass Perucetus weniger Wirbel hatte als die meisten Basilosauriden, wird eine konservative Länge von 17,0 Metern berechnet.
Der Hüftknochen von Perucetus ist stark reduziert, weist aber immer noch ein gut entwickeltes Acetabulum auf, ein Zustand, der bei den Walen als uralt gilt. Der Hüftknochen unterscheidet sich jedoch in seiner Form von dem des Basilosaurus, und das proximale Ende des Darmbeins ist deutlich robuster als bei anderen frühen Pelagiceti. Die Zentren der Lendenwirbel sind wie bei den Basilosauriern und den Pachycetiern stark verlängert, erreichen aber nicht ganz die Proportionen der extremsten Vertreter der genannten Gruppen. Die Enden der Rippen sind groß und keulenförmig, ein weiteres Merkmal, das dem von Basilosaurus ähnelt.
Das charakteristischste Merkmal von Perucetus ist der hohe Grad an Pachyosteosklerose in den Knochen des Körpers, was bedeutet, dass die Knochen gleichzeitig dicker (pachyostotisch) und dichter (osteosklerotisch) sind als bei allen anderen bekannten Walen. Pachyosteosklerose und die damit verbundene Zunahme der Knochenmasse (BMI) ist bei einer Reihe anderer Meeressäuger wie Seekühe und einigen anderen Basilosauriern – nämlich Mitgliedern der Unterfamilie Pachycetinae – bekannt, aber kein anderer Wal erreicht auch nur annähernd den BMI von Perucetus. Bianucci und seine Kollegen weisen auf mehrere Indizien hin, die darauf hindeuten, dass die Zunahme der Knochenmasse nicht das Ergebnis von Krankheiten war. Abgesehen von der Tatsache, dass der BMI bei Pachycetinen vorhanden ist, ist die Zunahme bei Perucetus gleichmäßig vorhanden, während der BMI uneinheitlich wäre, wenn er durch eine Krankheit oder einen anderen Zustand verursacht worden wäre. Aufgrund der Pachyostose sind die Wirbel stark aufgebläht, so dass sie fast doppelt so voluminös sind wie die eines 25 m langen Blauwals. Die Zunahme der Knochenmasse zeigt sich auch in der Mikroanatomie des Knochens. Die Rippen bestehen vollständig aus dichtem Knochen und haben keine Markhöhle wie die Knochen anderer Tiere. Die Gefäßkanäle, die den Knochen durchdringen, sind eng, was nicht nur auf die Reife des Tieres hinweist, sondern auch die ohnehin schon dichte Beschaffenheit der Knochen noch verstärkt.
Perucetus kann ein Gewicht von 85–340 t gehabt haben, mit einem Durchschnitt von 180 t. Die 17–20 Meter lange Skelettstruktur allein hätte 5,3–7,6 t ausgemacht, was bereits das Zwei- bis Dreifache des Gewichts des Skeletts eines 25 m langen Blauwals ist. Die Gewichtsschätzungen beruhen auf dem Verhältnis zwischen Skelett- und Gesamtkörpermasse moderner Säugetiere. Wale haben im Vergleich zu ihrer Gesamtmasse viel leichtere Skelette, während Seekühe (Gabelschwanzseekühe und Rundschwanzseekühe) ähnlich wie Landsäugetiere viel dichtere Skelette haben, die mehr zu ihrem Gesamtgewicht beitragen. Bianucci und Kollegen verweisen auf die Schwierigkeiten bei der Bestimmung des Gewichts von Basilosauriern. Sie vermuten, dass die Zunahme der Skelettmasse durch größere Mengen an Speck kompensiert worden sein könnte, der weniger dicht ist als anderes Weichgewebe. Letztlich wurden bei den Berechnungen Extremwerte verwendet, was zu der großen Spannweite bei der Gewichtsschätzung in der Typenbeschreibung führte. Auf der Grundlage der Berechnungen für Seekühe wurde ein Gewicht von 85 t errechnet. Kombiniert man das niedrigste bei Walen gefundene Verhältnis von Skelettgewicht zu Gesamtgewicht mit der höchsten geschätzten Skelettmasse, ergibt sich ein Gewicht von bis zu 340 t. Mittlere Werte ergeben dagegen ein Gewicht von 180 t. Dies könnte darauf hindeuten, dass die Art, obwohl sie nicht so lang war, schwerer gewesen sein könnte als moderne Blauwale.

## Klassifizierung
Der Perucetus wurde als Mitglied der Pelagiceti identifiziert, und zwar aufgrund des hohen Anteils an Lendenwirbeln mit Zentren und eines stark reduzierten Schenkelknochens. Innerhalb der Pelagiceti deutet das gut ausgeprägte Acetabulum auf eine engere Verwandtschaft mit Basilosauriden (wie Basilosaurus, Pachycetus, Cynthiacetus und Chrysocetus) und Llanocetiden (Mystacodon) hin. Bianucci und Kollegen fügten daraufhin Perucetus der Familie Basilosauridae hinzu.

## Paläobiologie
Die enorme Größe und Knochendichte machen es unmöglich, dass Perucetus an Land gegangen ist, was mit seiner Klassifizierung als Basilosauride übereinstimmt. Die Pachyosteosklerose wird als Zeichen dafür gewertet, dass Perucetus in flachen Gewässern lebte und sie als Auftriebskontrolle nutzte, wie es moderne Seekühe tun. Angesichts seiner Größe und seines Gewichts hätte Perucetus in unruhigeren Gewässern dem Wellenschlag widerstehen können, was auch für die ähnlich schwimmfähige Stellers Seekuh angenommen wird. Die Vorliebe des Tieres für flache Gewässer stimmt mit der Interpretation überein, dass Basilosauriden eher küstennahe Gewässer bevorzugten, als im offenen Ozean zu leben.
Obwohl die fragmentarische Beschaffenheit dieses Tieres genaue Aussagen über seine Fortbewegung unsicher macht, wurden einige Vorschläge gemacht. Die verlängerten Zentren der Wirbel könnten zum Beispiel darauf hindeuten, dass er, wie Seekühe, aber nicht Dugongs, mit Hilfe von Achsenwellen schwamm. Dies deutet auch darauf hin, dass das Tier eher in flachen Gewässern als in pelagischen Lebensräumen lebte. Die Größe der Wirbel setzt dem Schwimmstil von Perucetus Grenzen, ebenso wie die Form der Querfortsätze der Wirbel. Die Anwendung der Methoden einer früheren Studie würde darauf hindeuten, dass Perucetus in seiner Fähigkeit, sich nach oben und von einer Seite zur anderen zu beugen, eingeschränkt war, aber eine erhöhte Fähigkeit besaß, sich nach unten (ventral) zu beugen. Dies könnte darauf hindeuten, dass Perucetus mit langsamen Auf- und Abwärtsbewegungen seines Schwanzes schwamm und keine seitlichen Bewegungen machte, wie dies für Basilosaurus angenommen wurde. Insbesondere die starke ventrale Biegung könnte für das Tier von großer Bedeutung gewesen sein, wenn es sich vom Meeresboden abstieß, um an der Oberfläche zu atmen. Die genaue Funktion dieser Kombination aus Pachyosteosklerose und Gigantismus ist nicht vollständig geklärt, könnte aber mit den energetischen Kosten der wellenförmigen Bewegungen oder der Fähigkeit, längere Zeit zu tauchen, zusammenhängen.
Noch rätselhafter bleiben die Ernährung und die Ernährungsweise, da derzeit kein Schädelmaterial dieses Tieres bekannt ist. Dennoch lassen sich aus der Lebensweise, die sich aus den Postkranien ableiten lässt, einige Möglichkeiten ableiten. Die zahlreichen Ähnlichkeiten mit Seekühen könnten zwar auf eine weidende Lebensweise hindeuten, doch gilt dies als unwahrscheinlich, da kein anderer Wal als Pflanzenfresser bekannt ist. Wahrscheinlicher ist, dass Perucetus sich von Weichtieren, Krustentieren und anderen Tieren auf dem Meeresboden ernährte, entweder durch Saug- oder Filtrationsnahrung. Eine solche Lebensweise wäre mit der des modernen Grauwals vergleichbar. Eine andere von Bianucci erwähnte Hypothese besagt, dass Perucetus ein Aasfresser wie große Grundhaie gewesen sein könnte. Letztendlich wird die genaue Ökologie von Perucetus unbekannt bleiben, bis besseres Material gefunden wird.